# Кэри, Генри (поэт)
Генри Кэри (англ. Henry Carey; ок. 26 августа 1687, Лондон — 5 октября 1743, там же) — английский поэт, драматург, композитор. Незаконный сын 1-го маркиза Галифакса.
Автор английского национального гимна «God Save the King». Его опубликованные стихотворения: «The musical century» (1737—1740) и «Dramatic works» (1743). Дед знаменитого актёра Эдмунда Кина.
Повесился в возрасте 56 лет, вскоре после смерти своего сына Чарльза в 1743 году.